# Roger Paternoster
Roger Paternoster (Antwerpen, 20 juni 1934) is een Belgisch voormalig hockeyer.

## Levensloop
Paternoster was aangesloten bij Royal Beerschot THC, alwaar hij circa 20 jaar deel uitmaakte van het eerste elftal. Daarnaast was hij actief bij het Belgisch hockeyteam. In deze hoedanigheid nam hij onder meer deel aan de Olympische Zomerspelen van 1956. Na de Spelen besloot hij evenwel zijn activiteiten bij het nationaal team stop te zetten.